# Heleophryne rosei
Heleophryne rosei é uma espécie de anfíbio da família Heleophrynidae endêmica da África do Sul.

## Distribuição geográfica e habitat
Ocorre somente nas encostas orientais e austrais da Montanha da Mesa, na província do Cabo Ocidental, África do Sul.